# Édouard Deldevez
Édouard Marie Ernest Deldevez (ur. 31 maja 1817 w Paryżu, zm. 6 listopada 1897 tamże) – francuski kompozytor i dyrygent.

## Życiorys
Studiował w Konserwatorium Paryskim u François-Antoine’a Habenecka (skrzypce), Jacquesa Fromentala Halévy’ego (harmonia) oraz Henri-Montana Bertona i Antonína Rejchy (kompozycja). Występował jako skrzypek i pianista. Był drugim (1859–1873) i pierwszym (1873–1877) dyrygentem Opery Paryskiej oraz drugim (1860–1872) i pierwszym (1872–1875) dyrygentem Société des Concerts du Conservatoire. Od 1873 do 1885 roku uczył orkiestracji w Konserwatorium Paryskim. Interesował się muzyką dawnych epok, zgromadził bogaty zbiór autografów Josepha Haydna.
Skomponował m.in. opery Samson i Le Violon enchanté, balety Eucharis, Paquita i Vert-Vert, 3 symfonie, liczne utwory kameralne i chóralne oraz pieśni. Jego twórczość, utrzymana w klasycyzującym stylu, nie zdobyła jednak popularności. Był autorem prac La Notation de la musique classique comparée à la notation de la musique moderne et de l’exécution des petites notes en général (1862), Curiosités musicales (1873), L’art du chef d'orchestre (1878), La Société des concerts de 1860 à 1885 (1887), De l’exécution d’ensemble (1888) i Le passé à propos du présent (1892). W 1890 roku opublikował swoje wspomnienia pt. Mes Mémoires.